# Martin Charvát
Martin Charvát (* 7. února 1973 Kolín) je český politik a stavební inženýr, v letech 2014 až 2022 primátor Pardubic (v letech 2022 až 2023 pak radní města), v roce 2014 krátce a opět v letech 2022 až 2023 zastupitel městského obvodu Pardubice VII, bývalý člen ODS, bývalý člen hnutí ANO.

## Život
Po absolvování Gymnázia Český Brod vystudoval Fakultu stavební Českého vysokého učení technického v Praze (získal tak titul Ing.).
Začínal jako stavbyvedoucí, poté působil jako ředitel a manažer v několika stavebních společnostech. Od prosince 2011 je členem představenstva akciové společnosti Rozvojový fond Pardubice (investor a realizátor rekonstrukcí významných památkových budov a sportovišť, majitel historických objektů a ČEZ Areny, pořadatel výstav, správce bytového fondu města). V prosinci 2013 se pak stal místopředsedou představenstva, který je v současnosti pověřen jeho řízením.
Martin Charvát je od roku 2002 ženatý a má dvě děti. Žije v Pardubicích, konkrétně v části Rosice.

## Politické působení
V minulosti působil v ODS, později se stal členem hnutí ANO 2011.
Do politiky se pokoušel vstoupit, když v komunálních volbách v roce 2010 kandidoval za ODS do Zastupitelstva Městského obvodu Pardubice VII, ale neuspěl (stal se prvním náhradníkem). O čtyři roky později ve volbách v roce 2014 kandidoval za hnutí ANO 2011 na 5. místě kandidátky. Díky preferenčním hlasům však skončil první a stal se jediným zastupitelem hnutí ANO 2011 zvoleným v tomto obvodu. Ke konci roku ale na mandát rezignoval.
Zároveň byl v komunálních volbách v roce 2014 zvolen zastupitelem města Pardubic, když vedl kandidátku hnutí ANO 2011. Hnutí přitom volby ve městě vyhrálo (21,44 % hlasů, 11 mandátů), uzavřelo koalici s ČSSD, TOP 09 a subjektem "Koalice pro Pardubice" (KDU-ČSL a Nestraníci) a Martin Charvát byl dne 21. listopadu 2014 zvolen primátorem města. Ještě předtím však musel soudu dokázat, že neporušil volební zákon (jeden z občanů si stěžoval na nepovolenou volební agitaci v den voleb).
V komunálních volbách v roce 2018 byl z pozice člena hnutí ANO 2011 lídrem kandidátky tohoto hnutí do Zastupitelstva města Pardubice, mandát zastupitele města obhájil. Koalici následně vytvořilo vítězné hnutí ANO 2011, druhá ODS, páté uskupení "Koalice pro Pardubice" (tj. TOP 09, KDU-ČSL a hnutí Nestran.), šesté uskupení "Sdružení pro Pardubice" (tj. nezávislí kandidáti a SNK ED) a sedmé uskupení "Česká strana sociálně demokratická a nestraníci pro Pardubice". Dne 19. listopadu 2018 byl Charvát opět zvolen primátorem města Pardubice.
V komunálních volbách v roce 2022 obhájil za ANO mandát pardubického zastupitele, a to na 2. místě kandidátky. Kandidoval též do Zastupitelstva městského obvodu Pardubice VII, ale opět až na 6. místě. Vlivem preferenčních hlasů byl zastupitelem městského obvodu zvolen. V polovině října 2022 jej ve funkci primátora města Pardubice vystřídal jeho stranický kolega Jan Nadrchal, sám se pak stal radním města. V září 2023 rezignoval na post zastupitele městského obvodu, nahradil jej Jaroslav Kraus.
Ve volbách do Senátu PČR v roce 2022 kandidoval za ANO v obvodu č. 43 – Pardubice. V prvním kole skončil druhý s podílem hlasů 34,29 %, a postoupil tak do druhého kola, v němž se utkal s kandidátkou koalice SPOLU (tj. ODS, KDU-ČSL a TOP 09) a hnutí Nestraníci Miluší Horskou. Ve druhém kole prohrál poměrem hlasů 42,76 % : 57,23 %, a senátorem se tak nestal.

## Trestní stíhání
V listopadu 2023 obvinila Policie ČR celkem 19 lidí a dvě firmy podezřelé z manipulace s veřejnými zakázkami, které vyhlašoval pardubický magistrát a společnosti, jejichž zřizovatelem je město. Podezřívá je z porušení povinnosti při správě cizího majetku, zjednání výhody při zadání veřejné zakázky, přijetí úplatku, podplácení a zneužití pravomoci úřední osoby. Mezi obviněnými skončil i Martin Charvát, soud jej následně poslal do vazby. Zároveň jej předsednictvo hnutí ANO vyloučilo ze svých řad. Dne 23. listopadu 2023 se vzdal všech svých funkcí ve vedení města. Dozorová státní zástupkyně 19. ledna 2024 rozhodla o jeho propuštění z vazby, neboť pominul důvod koluzní vazby – obava, že by mohl ovlivňovat dosud nevyslechnuté svědky či spoluobviněné.